# Bujić
Bujić (cyr. Бујић) – wieś w Serbii, w okręgu pczyńskim, w gminie Preševo. W 2002 roku liczyła 89 mieszkańców.